# Amtsgericht Arnstein

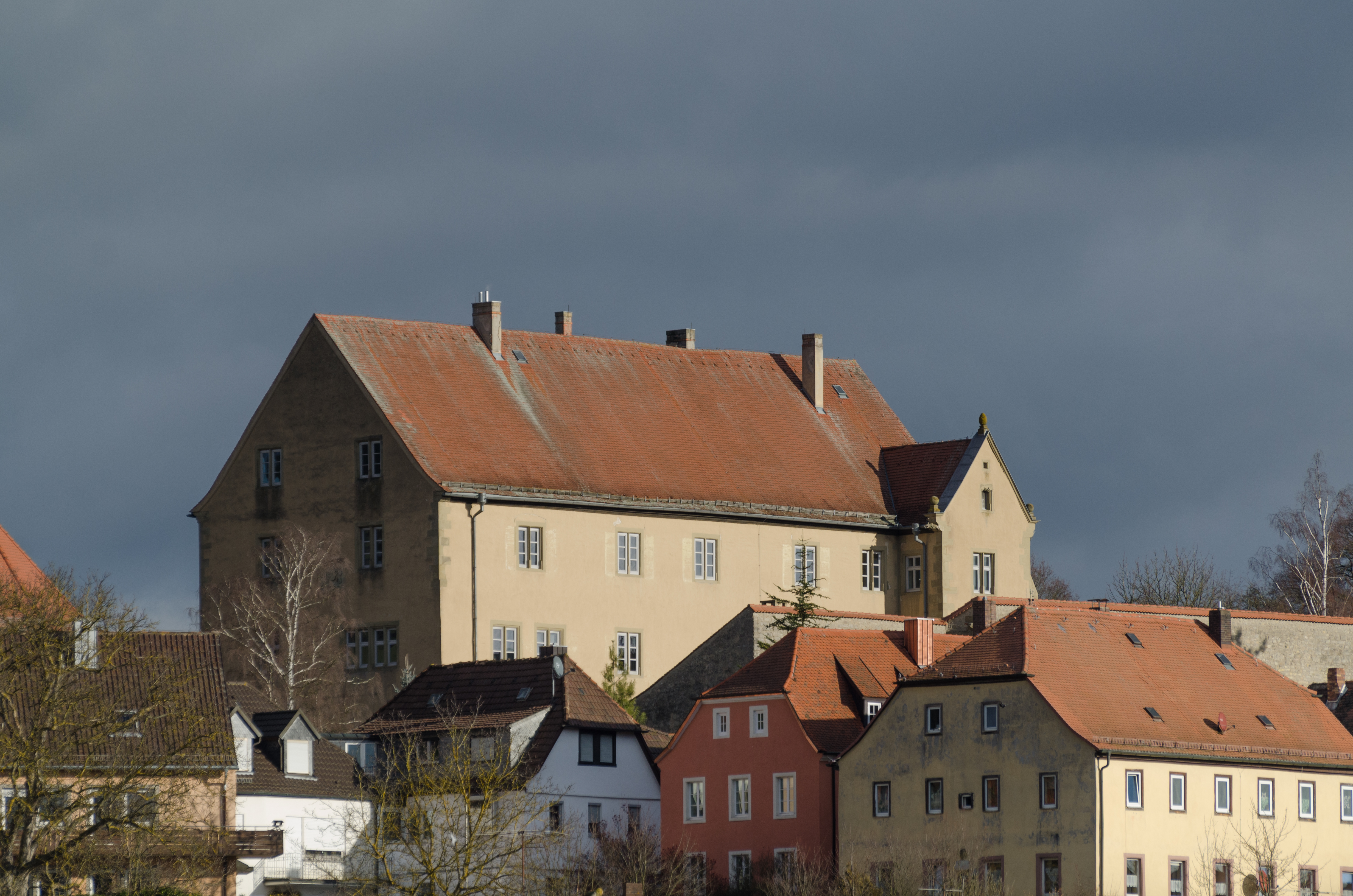
Schloss Arnstein, Sitz des ehem. Gerichts (2014)

Das Amtsgericht Arnstein war ein von 1879 bis 1973 bestehendes bayerisches Gericht der ordentlichen Gerichtsbarkeit mit Sitz in der Stadt Arnstein.

## Geschichte
Im Jahre 1804 wurde im Verlauf der Verwaltungsneugliederung Bayerns das Landgericht Arnstein errichtet. Von 1806 bis 1814 war es dann ein Landgericht im Großherzogtum Würzburg und kam dann wieder zum Königreich Bayern. Mit Inkrafttreten des Gerichtsverfassungsgesetzes am 1. Oktober 1879 wurde ein Amtsgericht zu Arnstein gebildet, dessen Sprengel identisch mit dem vorherigen Landgerichtsbezirk Arnstein war und demzufolge aus den Gemeinden Altbessingen, Arnstein, Binsbach, Binsfeld, Bonnland, Büchold, Burghausen, Erbshausen, Gänheim, Gauaschach, Gramschatz, Halsheim, Hausen, Heugrumbach, Hundsbach, Kaisten, Müdesheim, Mühlhausen, Neubessingen, Obersfeld, Opferbaum, Reuchelheim, Rieden, Rütschenhausen, Schwebenried, Schwemmelsbach und Wülfershausen bestand. Übergeordnete Instanz war das Landgericht Würzburg.
Mit Inkrafttreten des Gesetzes über die Organisation der ordentlichen Gerichte im Freistaat Bayern (GerOrgG) am 1. Juli 1973 wurden das Amtsgericht Arnstein aufgehoben und dessen Bezirk folgendermaßen aufgeteilt:
- Gauaschach und der abgesiedelte Ort Bonnland kamen als nunmehriger Teil des Landkreises Bad Kissingen zum Amtsgericht Bad Kissingen;
- Burghausen, Kaisten, Mühlhausen, Rütschenhausen, Schwemmelsbach und Wülfershausen als nunmehriger Teil des Landkreises Schweinfurt zum Amtsgericht Schweinfurt;
- Erbshausen, Gramschatz, Hausen, Opferbaum und Rieden als nunmehriger Teil des Landkreises Würzburg zum Amtsgericht Würzburg und
- die restlichen Orte des Arnsteiner Amtsgerichtsbezirks zum Amtsgericht Gemünden am Main.

## Gerichtsgebäude
Von 1803 bis zur Auflösung war das Land- und Amtsgericht im Schloss Arnstein auf dem Kirchberg untergebracht.